# Сарраценія
Сарраценія (Sarracenia) — рід рослин-хижаків родини сарраценієвих.

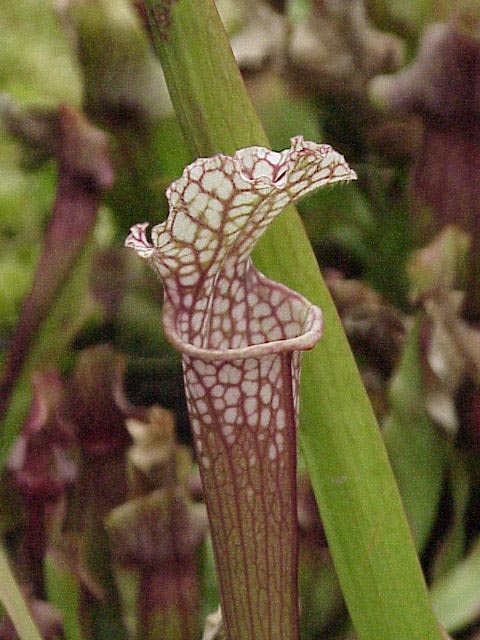
Сарраценія

## Ботанічний опис
Сарраценія - хижа рослина родини сарраценієвих. Спочатку була дикою, але поступово перейшла в розряд кімнатних рослин. Відомо близько 10 видів цієї рослини. Сарраценія являє собою скручений лист, що виходить із кореневої системи, який утворює пастку. До верху рослини лист розширюється, утворюючи своєрідний «навіс». Колір рослини буває різноманітним: забарвлення залежить від сорту приналежності квітки. Наприкінці весни - на початку літа Сарраценія цвіте червоними або фіолетовими квітками.

## Історія
Деяких представників цього роду рослин вирощували як кімнатних ще в дореволюційній Росії, однак після революції багато приватних колекцій були знищені. Деякі екземпляри збереглися лише в ботанічних садах. Дотепер селекціонерам вдалося вивести багато гарних і цікавих видів цієї рослини, яких можна вирощувати в кімнатних умовах, а якщо забезпечити належний догляд цій рослині, вона може зацвісти.

## Поширення

Природний ареал зростання

Сарраценія походить з південної частини Північної Америки і південно-східної частини Південної Америки.

## Екологія
- Температура - помірна, взимку не вища як 14 °С.
- Освітлення - яскраве, з деякою кількістю прямих сонячних променів.
- Вологість повітря - середня.
- Розмноження - насінням, або розділенням кореневища.